# 不知火 (A・A・アタナジオの小説)
不知火（しらぬい、原題：英: The Star Pools）は、アメリカ合衆国のホラー小説家A・A・アタナジオが1980年に発表した短編ホラー小説。クトゥルフ神話の一つ。

## 概要
主にSFとホラーの分野で活躍するアタナジオによるクトゥルフ神話作品。神話第一作目は日本語では未訳で、本作は第二作目にあたる。
第一作には、邪神を調査する研究機関が登場し、この点は同時期にブライアン・ラムレイが描いていた「ウィルマース財団」と共通する新趣向と指摘されている。次の第二作である本作ではニューヨーク近辺とハイチであり、旧支配者信仰がヴードゥー教に融合している。また、本作にはギャングが登場する。
那智史郎は単行本巻末解説にて「ナイアルラトホテップが乗り移ったギャングの行動をハードボイルド・タッチで描いたところがユニーク」と解説している。東雅夫は『クトゥルー神話辞典』にて「土俗派神話の一編だが、邪神に憑依されるのが、麻薬売買のトラブルに巻きこまれたギャングである点に一風変わった味がある」と解説している。
国書刊行会の真ク収録作のため、Cthulhuは「ク・リトル・リトル」、Nyarlathotepは「ナイアルラトホテップ」と邦訳表記される。

## あらすじ
ヘロイン売買をめぐってトラブルが起き、ヘンリーは麻薬を埋めて隠すが、緑色の鋭利な石を踏んで傷を負い、眩暈を起こして路上に倒れ込む。大物ギャング・ガストーの組織に発見される前に、ヘンリーを探していたラプフが先手を打ってヘンリーを入院させる。原因不明のまま9日間昏睡状態が続いたヘンリーは、悪夢を見た後に病室で目覚める。ヘンリーが目覚めたことで気を緩めたラプフは、殺し屋達に奇襲され、脅されて明日麻薬を差し出すと約束する。
ヘンリーは病院を出て麻薬を回収し、「あの石」を見つけて持ち帰る。麻薬の処分法を思案し、ラプフに電話をかけるが出ない。ふと石を見ると、石に共鳴して悪夢で聞いた声がヘンリーの脳裏に響き、さらに石から飛び出た「何か」がヘンリーの体内にもぐり込む。ヘンリーは石を捨て、麻薬を持って町に出たところ、オートウェイという老人に招かれる。老人の正体は ヴードゥー教のガンガン（呪術師）であり、仲間たちとともに「ク・リトル・リトル・フタグン」と詠唱して、ヘンリーの肉体を変質させる。彼はハイチの山奥へと送られ、ヴードゥー教を基にした奇怪な儀式の中心に祭り上げられるも、もはや別の何かに憑依されて肉体を奪われた状態になっていた。老人は、もはや用済みとなったヘンリーの魂を追い出す。
ラプフはヘンリーの足取りを追う中で、彼が残した「石」を回収してお守りにする。ラプフは知り合いのパントゥッチに助けを求め、匿われる。数日後、パントゥッチはヘンリーが出国したことを突き止め、ラプフはハイチに飛ぶ。ラプフの持っていた「石」は、現地人から注目を集め、ついには強引に奪われかける。ラプフはナイフと銃で脅して撤退させるが、彼らがわけのわからない身振りをしながら「ク・リトル・リトル・フタグン」と叫ぶ姿に怖気を覚える。また、ラプフは一般人にまぎれて襲って来た黒人ヒットマン達を返り討ちにするも、彼らから「ヘンリーはもう人間ではないから諦めろ」と告げられる。
やがて、ラプフはようやくヘンリーらしき人物を見かけるが、怪訝さを感じ取る。そこへオートウェイ老人が現れ、ラプフに「あの男はもうヘンリーではない」と説明する。老人は、旧支配者たちがヘンリーを連れ去り、あそこにいるのは旧支配者たちの使者ナイアルラトホテップであり、これから「星の池」で王国が再臨すると言う。ラプフは老人の発言を理解できなかったものの、老人は麻薬とラプフの「石」の交換を申し出てきたため、ラプフは応じる。だが老人に内心で嘲笑されたことを見抜き、とにかく石を奪い返そうと思い直す。その後、ラプフはパントゥッチと再会し、麻薬の横取りを狙っていたパントゥッチを交渉で引き込む。
2人は老人を見つけて石を渡せと脅すが、老人はもう持っていないと言うため、銃をつきつけて案内させる。森の中にある鏡のような池へと着いたところ、ヘンリーだった男＝ナイアルラトホテップが姿を現す。奇怪なヘンリーに、ラプフは発砲するが、邪神となったヘンリーの絶叫は波動と化し、ラプフとパントゥッチを打ち倒す。被弾したヘンリーの傷口からは黒い粘液があふれ出し、肉体は用済みとばかりに干からびて燃え滓になり、不定形の塊が浮遊する。老人の言う「王国」が始まり、池は沸騰し、臣下の怪物達が顕現する。
その光景に老人は歓喜するが、怪物達の狂乱には見境がなく、老人は真っ先に巻き込まれて死に、パントゥッチや、ラプフを追って来た殺し屋達も惨死する。何とか町まで逃げ出したラプフは警察に保護され、丘陵地帯で見たものを話すが、警官は笑い飛ばすだけだった。続いて首都から来た官吏に「星の池」の場所を尋ねられ教えるも、トラウマから道案内は拒否する。官吏が派遣した調査員が何かを発見したようだが、ラプフは聞き出すつもりもなく、街を出る。殺し屋からも邪神からも逃げてやると決意し、ラプフは足取りを進める。

## 登場人物・用語

### ギャング
- ヘンリー・イーストン - 主人公の一人。赤毛で端正な顔立ち。麻薬を持ち逃げするも、処分法に悩む[注 1]。石で傷を負い、さらに石から飛び出した何者かに体を乗っ取られる。魂は旧支配者達に連れ去られた。
- マイケル・ラプフ - 主人公の一人。ガストーに命を狙われ、麻薬を持ち逃げしたヘンリーを追う。石を手に入れ、お守りとして首に下げる。
- ガストー - 黒人ギャングの大物。本人は登場しない。
- デューク・パーマリー - ガストーの殺し屋。髭面の黒人。ラプフを自宅で待ち構えて脅すが、ハイチで返り討ちに遭い、復讐に追うも妖魔に襲われて惨死する。
- ハイカラ・チャッキー・ワッツ - ガストーの殺し屋。サングラスの黒人。デュークの相棒。同上。
- ヴィンス・パントゥッチ大尉 - ラプフのベトナム戦争時代の上官。軍人くずれのギャング。
- ヘンリーの兄 - 既に死亡している人物。ラプフと組んでいたが、ギャングの抗争で命を落とす。

### 邪教カルト
- オートウェイ老人 - ヴードゥー教のガンガン（呪術師）で、悪夢をもたらす者を崇拝する。片目には義眼代わりに鏡をはめ込んでいる。
- 変貌したヘンリー - 眼や口は変形し、皮膚は真っ黒に光り、背も異常にひょろ長くなり、だらりとした体になる。水掻きができて関節の位置も変わる。
- ナイアルラトホテップ - 旧支配者たちの使者。ヘンリーの肉体に宿る。オートウェイ老人曰く「ナイアルラトホテップは鍵、この世は錠。錠の目の見えないことが鍵になる。いつも戻ってくる夢が鍵」だと言う[3]が詳細不明。

作中に登場する怪物たちは、旧支配者たちの臣下としか説明されていないが、TRPG副読本の『マレウス・モンストロルム』では「星のよどみに潜むもの The Lurker in the Star Pool」と命名されている。
ダニエル・ハームズは、本作品のナイアーラトテップについて、ヘンリーに憑依した状態を「宿主 Host」、露出したゼリー状の塊体を「浮き上がる恐怖 Floating Horror」と命名し、『エンサイクロペディア・クトゥルフ』に記録した。この名称はTRPGガイドである『マレウス・モンストロルム』でも用いられている。

## 収録
- 『真ク・リトル・リトル神話大系6 vol.1』『新編真ク・リトル・リトル神話大系6』国書刊行会、堀内静子訳

## 関連作品
- 呪術師の指環 - ヴードゥー教とシュブ＝ニグラス崇拝を題材としたクトゥルフ神話。